# Frederic Costa
Frederic Costa – nigerski trener piłkarski.

## Kariera trenerska
Najpierw trenował reprezentację Nigru U-17. Od grudnia 2008 do 2009 roku prowadził narodową reprezentację Nigru.